# مسجد الاحسائية
مسجد الإحسائية وهو وأحد من مساجد العراق القديمة والتراثية في التي تقع في محافظة البصرة، تم تشييده وتأسسه في عام 1926م. بأمر من المرجع الكبير السيد أبو الحسن الأصفهاني، ويقع الجامع في مدينة الزبير إلى الجنوب من مدينة البصرة، أعيد بنائه وتجديده عام 1998م. وتقام فيه صلاة الجمعة وصلاة العيدين وله نشاطات واسعة أضافة إلى مجالس العزاء خصوصا في شهر محرم.